# UDP-グルクロン酸-4-エピメラーゼ
UDP-グルクロン酸-4-エピメラーゼ(UDP-glucuronate 4-epimerase、EC 5.1.3.6)は、以下の化学反応を触媒する酵素である。
UDP-グルクロン酸{\displaystyle \rightleftharpoons }UDP-D-ガラクツロン酸
従って、この酵素の基質はUDP-グルクロン酸、生成物はUDP-D-ガラクツロン酸である。
この酵素は異性化酵素、特に炭化水素やその誘導体に作用するラセマーゼまたはエピメラーゼに分類される。系統名は、UDP-グルクロン酸-4-エピメラーゼである。この酵素は、デンプン、ショ糖、糖ヌクレオチドの代謝に関与している。